# Neil Johnston
Donald Neil Johnston (4 de fevereiro de 1929 – 28 de setembro de 1978) foi um jogador e treinador estadunidense de basquete. Atuando como pivô, Johnston jogou na National Basketball Association (NBA) de 1951 a 1959. Ele passou toda a sua carreira como jogador no Philadelphia Warriors. Conhecido por seu arremesso de gancho, Johnston foi seis vezes All-Star da NBA, liderou a liga em pontuação três vezes e em rebotes uma vez. Ele conquistou um título da NBA com os Warriors em 1956. 
Após encerrar a carreira como jogador devido a uma lesão no joelho, Johnston trabalhou como treinador na NBA, em outras ligas profissionais de basquete e no basquete universitário. Em 1990, ele foi incluído no Hall da Fama do Basquete como jogador.